# Bá tước xứ Sandwich
Bá tước xứ Sandwich (tiếng Anh: Earl of Sandwich) là một tước hiệu thuộc Đẳng cấp quý tộc Anh, được Gia tộc Montagu nắm giữ từ năm 1660 cho đến nay. Tước hiệu này được liên kết trên danh nghĩa với địa danh Sandwich, Kent.
Bá tước đầu tiên của xứ Sandwich là Đô đốc Edward Montagu, một chỉ huy hải quân hoàng gia lỗi lạc. Ông được phong làm Nam tước Montagu xứ St Neots, của St Neots ở Hạt Huntingdon, và Tử tước xứ Hinchingbrooke, đều thuộc Đẳng cấp quý tộc Anh. Tước vị Tử tước được sử dụng làm tước hiệu lịch sự của người thừa kế rõ ràng vị trí Bá tước tương lai. Bá tước thứ nhất xứ Sandwich là con trai của Sidney Montagu, em trai út của Henry Montagu, Bá tước thứ nhất xứ Manchester (từ đó có Công tước xứ Manchester), và Edward Montagu, Nam tước Montagu thứ nhất xứ Boughton.
Nhân vật nổi tiếng nhất trong số các Bá tước xứ Sandwich có lẽ là John Montagu, Bá tước thứ 4 xứ Sandwich, ông ấy từng giữ chức Đệ nhất Đại thần Hải quân, là người tài trợ cho cuộc thám hiểm của James Cook, vì thế Quần đảo Sandwich (tiểu bang Hawaii ngày nay) và Quần đảo Nam Sandwich thuộc Lãnh thổ Hải ngoại Nam Georgia và Nam Sandwich đều được đặt theo tước vị của John Montagu để vinh danh ông. Bánh Sandwich, một trong những món ăn nhanh phổ biến và được ưa thích nhất thế giới cũng được đặt theo tước vị của ông.